# 潮宗街教堂
潮宗街教堂，原名真耶稣教会长沙分会，是中国湖南省长沙市的一座古老教堂，位于开福区潮宗街。
该堂由真耶稣教会兴建于1924年，二层半建筑，青、红砖外墙，规模较大。该堂悬挂有几处中式对联，大门对联为“行所当行行真道，信以致信信福音”；二楼礼拜堂对联为“活水出锡安，澎湃分流东西海；灵恩先中土，丰盈普招亿兆民。”
文化大革命期间，教堂关闭，为商标线带厂占用。该堂已被列为不可移动文物，近现代保护建筑。2006年修复，已恢复礼拜。2019年公布为湖南省文物保护单位。